# Lindedwergspanner
De lindedwergspanner (Eupithecia egenaria) is een nachtvlinder uit de familie van de spanners (Geometridae). 

## Kenmerken
De voorvleugellengte bedraagt tussen de 11 en 13 mm. De soort is vrij egaal grijs getekend met fijne tekening van dwarslijnen en stippen. Deze is bij meer afgevlogen exemplaren vaak niet goed zichtbaar. De soort is moeilijk op naam te brengen.

## Levenscyclus
De lindedwergspanner gebruikt linde als waardplant. De rups is te vinden van juni tot in augustus. De soort overwintert als pop. Er is jaarlijks een generatie die vliegt in mei en juni.

## Voorkomen
De soort komt verspreid over een groot deel van Europa voor.  De lindedwergspanner is in Nederland en België een zeer zeldzame soort. 